# Jaume Aiguader i Miró
|  | No s'ha de confondre amb Jaume Aguadé Mestres. |

Jaume Aiguader i Miró (la grafia familiar era: Aguadé) (Reus, 24 de juliol de 1882 - Mèxic 30 de maig de 1943) va ser un metge i polític català, militant d'ERC. Entre altres responsabilitats va ser alcalde de Barcelona i ministre del govern espanyol. Era germà d'Artemi Aiguader i Miró i un bon amic de Salvador Seguí i Francesc Layret.

## Orígens familiars i inici en política
Jaume Aiguader era fill d'una família benestant de conviccions republicanes. El seu pare era Jaume Aguadé Serra natural de Reus i la seva mare Rosa Miró Castells de Barcelona. Es va casar el 29 de desembre de 1912 a Barcelona amb la pintora Carme Cortès i Lledó, amb qui va tenir una filla, la també pintora Carme Aguadé i Cortés. A la seva joventut a Reus va col·laborar a la premsa local: al diari Les Circumstàncies, a la revista Germinal, de caràcter modernista, a Ars: revista del Centro de Lectura i a la revista avantguardista La Columna de Foc. Va desplaçar-se a Barcelona per estudiar medicina a la universitat. Ja de jove va participar en més d'una bullanga catalanista. El doctorat el va fer a Madrid. El 1921 a través d'unes oposicions, va obtenir una plaça al cos mèdic municipal de Barcelona, plaça de la que en va demanar l'excedència el 1931 en ser elegit regidor municipal.
Preocupat per la problemàtica higienista i els conflictes socials va cooperar amb el sindicalisme, i fins i tot va presidir l'Ateneu Enciclopèdic Popular de 1919 a 1923. Afiliat inicialment a la Unió Socialista de Catalunya, va ingressar posteriorment a Estat Català convençut de la necessitat de més sobirania. Va ocupar-se de la direcció interior del partit durant la dictadura de Primo de Rivera. El 1926 i el 1929 va ser empresonat pel règim. El 1930 era present al Pacte de Sant Sebastià per Estat Català.

## Maduresa política
L'any 1931 va participar amb altres partits i organitzacions en la fundació del nou partit Esquerra Republicana de Catalunya. Poques setmanes després, a les eleccions municipals del 12 d'abril de 1931 va ser elegit regidor a Barcelona i seguidament designat alcalde de la ciutat, càrrec que va desenvolupar fins al 1933. A les eleccions del 1933 torna a ser elegit regidor i més endavant ho seria altre cop. Paral·lelament també va ser elegit diputat a Corts aquell 1931 pel districte de Barcelona-ciutat, per segona vegada el 1933 per la província de Barcelona, i més endavant encara revalidaria altre cop l'escó.
El govern espanyol del bienni negre el va empresonar per la seva participació en els fets del sis d'octubre de 1934.
Amb la caiguda del govern de dretes i la victòria de les esquerres a les eleccions a Corts del 1936 va ser reelegit diputat per tercera vegada i reposat al seu lloc de regidor a Barcelona.

### La Guerra Civil
Durant la Guerra Civil espanyola el 1936 va ocupar el càrrec de ministre sense cartera del segon govern de Largo Caballero, i ministre de Treball i Assistència Social al govern que va constituir Negrín el 1937, càrrec que va mantenir a la reorganització del govern de 1938, però va dimitir l'agost d'aquell any en desacord amb la creació dels tribunals especials militars i pel tracte que el govern espanyol donava a les indústries de guerra catalanes. L'acte també era un gest de solidaritat amb el ministre Manuel de Irujo Ollo.

## Exili
El 1939 va marxar a l'exili a França, i amb l'ensulsiada d'aquest país ocupat pels nazis va fugir el 1941 a Mèxic. Allí va col·laborar activament amb la premsa dels republicans i dels nacionalistes a l'exili. Ell mateix va fundar el Pamflet: revista Nacionalista i Revolucionària. En un altre vessant va fundar també les edicions Arnau de Vilanova, amb les quals va publicar les Monografies Mèdiques, primera col·lecció científica en català, i La Sageta, d'història i assaig. També va publicar en un sol volum els seus escrits i conferències, així com el seu testimoni de la lluita contra Primo de Rivera durant els anys vint. Altres obres seves van ser: Aspecte social de les infeccions sexuals en el matrimoni, 1912. Va escriure una biografia de Miguel Servet publicada pòstumament el 1945.
Jaume Aiguader va morir a Mèxic el 1943. La ciutat de Reus el va nomenar fill il·lustre.

## Obres
- Nova tasca de l'ateneu. Cultura professional. Problema de l'habitació sana i a bon preu (1922, Barcelona)
- La fatiga obrera (1929, Barcelona)
- Les estadístiques de la mortalitat espanyola, catalana i barcelonina (1935, Barcelona)
- La lleialtat a l'època (1929, Barcelona)
- Amb Catalunya i per Catalunya (1930, Barcelona)
- Catalunya i la revolució (1931, Barcelona)
- Miquel Servet (1945, Mèxic)

## Fons personal
El seu fons personal es conserva a l'Arxiu Nacional de Catalunya. El fons documental es compon de documentació personal i familiar: credencials, títols acadèmics; obra creativa: inclou originals i articles publicats de tema mèdic i politicosocial, la col·lecció Monografies Mèdiques i diversos quaderns de notes personals; correspondència emesa i rebuda dels anys de l'exili (1939 - 1942); documentació d'activitats social: s'hi troba tríptics, fulletons i programes de mà de conferències llegides pel Dr. Aiguader i de tota mena d'actes en què participà; obra aliena: text manuscrit d'un article de divulgació històrics de Ferran Soldevila; obra sobre l'autor: retalls de premsa i publicacions sobre la figura del Dr. Aiguader.